# 燭影搖紅
《燭影搖紅》，二胡獨奏曲，劉天華於1932年5月11日定稿，是劉天華最後一首二胡曲。樂曲題目取自廣東小曲。描寫一場華麗的舞會與舞會後人去場空的寂寞。

## 樂曲結構
本曲是1首變奏式的舞曲，由引子，4個樂段和尾聲組成。
引子由6個3/8拍子的小節轉入散板后引入主題，並在后3個樂段加花變奏、升調變奏，最後放慢節拍導出尾聲，音色愈明，情緒愈靜，直至全曲結束。